# Castell de Gelida
El castell de Gelida és un castell del municipi de Gelida (Alt Penedès) declarat bé cultural d'interès nacional. El castell de Gelida està situat al capdammunt d'un penya-segat, al nord de la Serra de l'Ordal, entre el Cantillepa i el Sant Miquel, a la dreta del riu Anoia, dominant el poble i el curs baix del riu, a més de l'entrada a la plana del Penedès. L'únic edifici que roman dempeus és una església dedicada a Sant Pere, documentada ja l'any 945. Actualment forma part d'un espai museístic gestionat per l'Associació d'Amics del Castell de Gelida.

## Història del conjunt

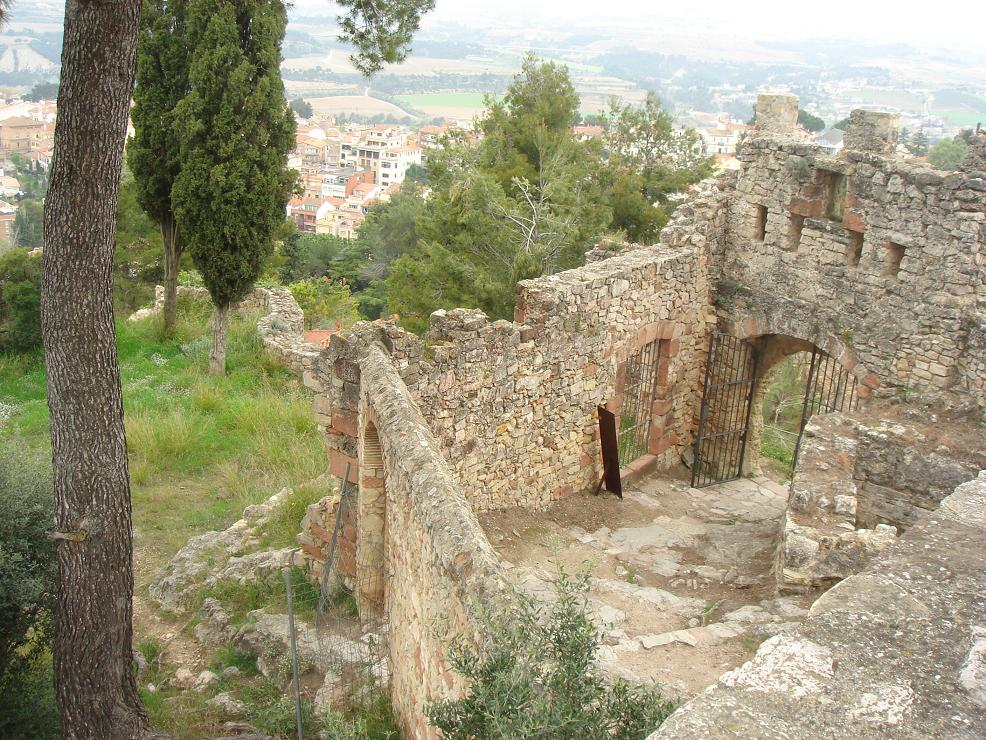
Entrada nord-oest, en una imatge del desembre de 2011)

El castell apareix documentat a mitjan segle x. L'any 945, en un document de donacions fetes per Riquilda, comtessa de Barcelona i muller de Sunyer I, per afermar el monestir de Santa Cecília de Montserrat, s'hi esmenta per primera vegada el terme del castell de Gelida. El monestir aviat tingué alous al terme. El castell fou senyorejat pel llinatge dels Cervelló. Després de la ràtzia d'Almansor Ènnyec Bonfill, senyor de Cervelló i besnebot de Guifré el Pilós, adquirí per permuta el castell de Gelida amb l'església, els delmes i altres pertinences. El terme continuà en mans d'aquesta família fins al segle xiii. A començament del segle xii el castell sofrí la invasió almoràvit que assolà el Penedès. Està documentat que els invasors arribaren fins a les muralles de la fortalesa on, segurament foren aturats. El desenvolupament de la baronia assolí un dels seus punts més àlgids l'any 1267. Guerau de Cervelló, atorgà privilegis a la universitat del terme establint que aquests fossin respectats pels seus descendents. L'any 1297, Guerau VII de Cervelló va vendre el castell i d'altres que posseïa la família al rei Jaume II. Més tard, la corona ho vengué als comtes de Pallars. D'aquests passà als Arborea i finalment als Bertran (1367).
Al segle xv el senyor de Gelida va participar en la guerra civil catalana contra Joan II. Se sap que l'any 1465 hi feu estada el rei Pere el Conestable. Per aquestes circumstàncies els Bertran perderen temporalment el seu domini fins que juraren fidelitat novament a Joan II. Al segle xvi, el castell passà als Erill que hi realitzaren obres menors i reparacions. És probable (no està documentat) que Felip V fes enderrocar el castell de Gelida després de la guerra de Successió espanyola. Durant el segle xviii la pedra començà a ser usada en altres obres. Així, el 1780, el rector de Sant Pere, va demanar permís per agafar pedra per poder construir el campanar.
L'Associació d'Amics del Castell de Gelida es va fundar l'any 1965 per gestionar i recuperar el patrimoni de la zona del castell, que el 1968 va passar a ser propietat de l'Ajuntament de Gelida. L'última intervenció realitzada es basà en la construcció d'un espai per a la gestió i interpretació del castell i per altra banda, una actuació d'assentament i consolidació d'elements arquitectònics, així com la construcció de passarel·les i baranes. El 1980 se n'havia incoat expedient de declaració de monument (Resolució 19791213 i BOE 19800225).

## Arquitectura

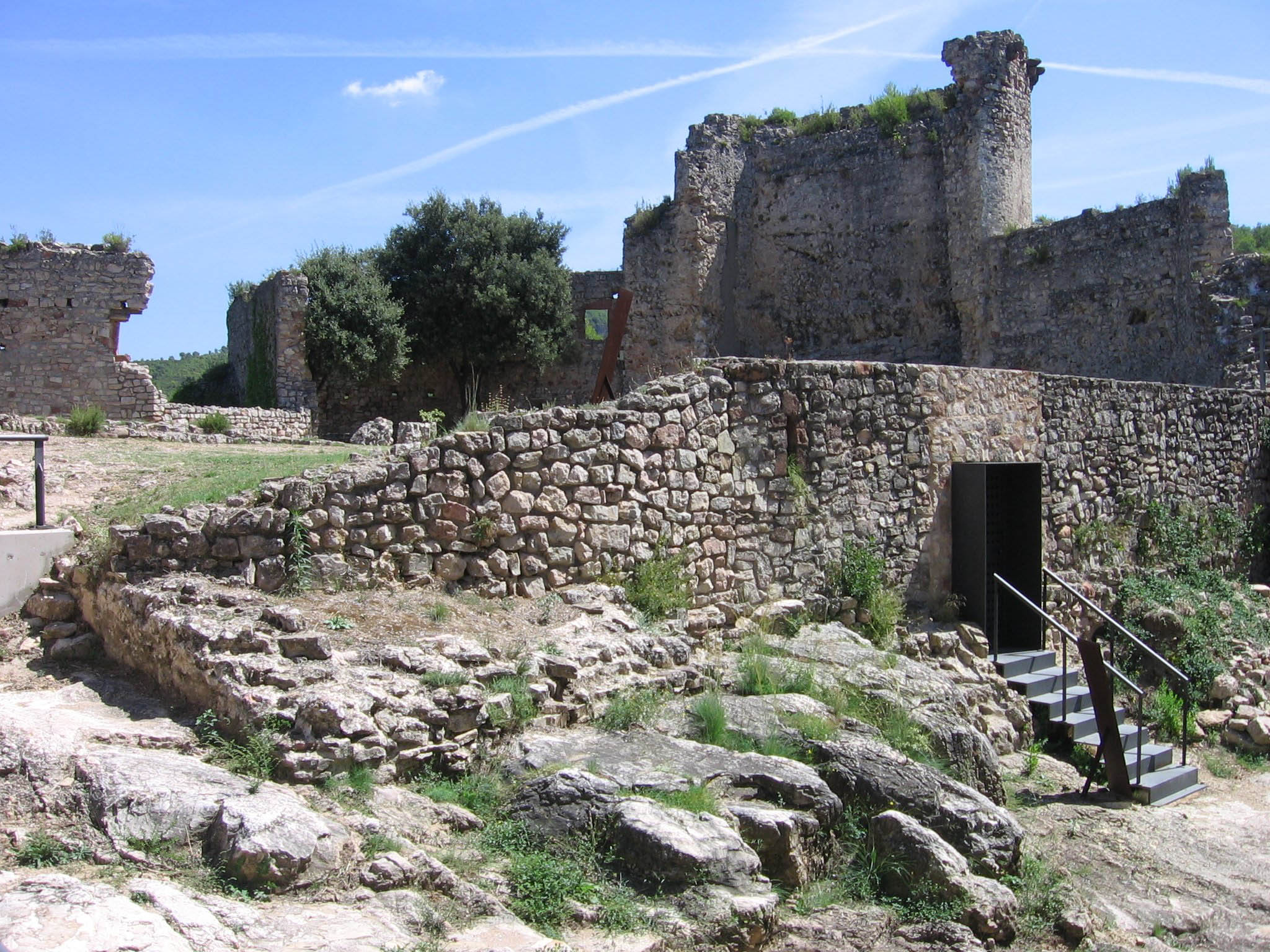
Castell de Gelida (agost 2010)

El castell és format per tres recintes succesius, adaptats al relleu del promontori i en estat més o menys ruïnós. El més alt, que constitueix el baluard defensiu per la part de la muntanya, comprèn un clos d'altes muralles, reforçat per una torre semiel·líptica rere la qual es troba la plaça del Pedró. El recinte central té a la part baixa una gran torre de planta rectangular, que dona pas al recinte inferior, on hi ha l'església. Els dos primers recintes ja existeixen al segle xi, el clos on es troba l'església fou afegit al segle XII L'església del castell és d'origen preromànic (és documentada ja l'any 945), però ha experimentat reformes i ampliacions successives, la més important de les quals en època barroca. És d'una nau coberta amb volta de canó sobre arcs torals de ferradura. L'absis, bastit vers el 1664, és poligonal amb volta de creueria. Als segles XVI-XVII foren afegides diverses capelles laterals i s'obrí el portal de la façana de ponent. A finals del segle xviii es bastí el campanar. Durant la restauració, acabada el 1979, es descobriren tres finestres preromàniques. La necròpolis del castell fou excavada l'any 1971per l'Equip Recerca, de Gelida. S'hi trobà una tomba excavada a la roca i encarada a Ponent com les del Castell d'Olèrdola, amb un esquelet sense el cap, que ja desaparegué mercès a la construcció gòtica del cos de guàrdia del Castell. Hi trobarem també ceràmica grisa a l'entorn i indicis d'altres tombes.